# Énamine

Structure générale d'une énamine.

Une énamine est un composé organique insaturé (alcène) obtenu par condensation d'un aldéhyde ou cétone avec une amine secondaire (avec donc libération de H2O).
Si l'un des substituants de l'azote est H, c'est une forme tautomère d'une imine, laquelle est généralement plus stable - il existe cependant des exceptions notables, comme l'aniline.
La forme générale d'une énamine est :
{\displaystyle R_{2}C=CR-NR_{2}}
On peut faire l'analogie entre un énol et une cétone d'une part, et une énamine et une imine d'autre part.

## Exemple d'application
Réaction de Stork
Les énamines sont aussi très utiles pour ajouter un groupement en alpha d'une cétone ou d'un aldéhyde: